# Club de Remo Isuntza
Isuntza Arraun Elkartea (en euskera Club de Remo Isuntza) es un club de remo del municipio vizcaíno de Lequeitio.

## Historia
Fue fundado en 1977 y recibe el nombre de la playa de Isuntza en el propio municipio.
En 2003 fue una de las traineras fundadoras de la Liga ACT, en cuya máxima categoría remó hasta su descenso en 2005 a la Liga ARC. Tras años peleando en los puestos de honor de la Liga ARC en septiembre de 2018, tras ganar con autoridad el play off de ascenso a laLiga ACT, en 2019 Isuntza remara en la máxima categoría del remo de banco fijo.

## Palmarés
- 1 Bandera de Elanchove: 2000.
- 1 Campeonato del País Vasco de Trainerillas: 2003.
- 1 Bandera de Santoña: 2006.
- 1 Bandera de Camargo: 2006.
- 1 Bandera Donostia: 2006.
- 1 Bandera Avelino-Castro: 2008.
- 2 Bandera Donostiarra: 2010 y 2011.
- 1 Bandera de Plencia: 2010.